# 〜どうぶつ冒険バラエティ〜ワンダ!
『〜どうぶつ冒険バラエティ〜ワンダ!』（どうぶつぼうけんバラエティ ワンダ）は、2011年10月14日から2012年9月7日までテレビ東京系列などで放送されていた動物バラエティ番組。略称は『ワンダ!』。

## 概要
動物やペットのかわいい姿や、人と動物との面白くて温かい話題などを伝える。
テレビ東京では2010年3月まで、この時間帯に『ペット大集合!ポチたま』が放送されていた。その後『ピラメキーノG』・『爆笑問題の大変よくできました!』を経て、約1年半ぶりに動物番組が再開された。
前番組の『爆笑問題の大変よくできました!』まで、テレビ東京の金曜19時枠の放送時間は19:00 - 19:54だったが、2011年10月以降は19:53 - 19:57枠にミニ番組『ヴィーナスの秘密』が放送されている関係で、『ワンダ!』は放送時間を1分短縮し19:00 - 19:53となった。
2012年9月7日放送分をもって番組は終了。『ヴィーナスの秘密』も廃枠となり、後番組の『お金がなくても幸せライフ がんばれプアーズ!』は『大変よくできました!』と同じ19:00 - 19:54の枠で放送される。後続の動物バラエティ枠は、『ありえへん∞世界』が2012年9月まで放送されていた火曜19:00 - 19:54枠に移動し、『ペット大行進! ど〜ぶつくん』が10月16日から放送される。当番組のレギュラーのうちオードリーのみ『ど〜ぶつくん』にも引き続きレギュラーとして出演する。

## 出演者

### スタジオレギュラー
- 大地真央
- 細川茂樹
- オードリー（若林正恭・春日俊彰）
- 三吉彩花

### VTR出演
- 篠山輝信
- ちゃたろう（エアデール・テリア） - 篠山と共に旅をする犬。

### 番組キャラクター
- クマール（声 - 澤部佑）

青い目をした白熊のパペット。「ク☆マ」と書かれた水色のTシャツを着て、バイク用のヘルメットとゴーグルを頭に乗せ、赤いスカーフを首に巻いている。
スタジオで番組の進行をするほか、提供読みも担当している。

## コーナー
動物ふれあい旅 ちゃたろうが行く!

## 放送局
| 放送対象地域   | 放送局         | 系列           | 放送期間                       | 放送日時                                                                                | 遅れ日数   |
| -------------- | -------------- | -------------- | ------------------------------ | --------------------------------------------------------------------------------------- | ---------- |
| 関東広域圏     | テレビ東京     | テレビ東京系列 | 2011年10月14日 - 9月7日        | 金曜 19:00 - 19:53                                                                      | 制作局     |
| 北海道         | テレビ北海道   | テレビ東京系列 | 2011年10月14日 - 9月7日        | 金曜 19:00 - 19:53                                                                      | 同時ネット |
| 愛知県         | テレビ愛知     | テレビ東京系列 | 2011年10月14日 - 9月7日        | 金曜 19:00 - 19:53                                                                      | 同時ネット |
| 大阪府         | テレビ大阪     | テレビ東京系列 | 2011年10月14日 - 9月7日        | 金曜 19:00 - 19:53                                                                      | 同時ネット |
| 岡山県・香川県 | テレビせとうち | テレビ東京系列 | 2011年10月14日 - 9月7日        | 金曜 19:00 - 19:53                                                                      | 同時ネット |
| 福岡県         | TVQ九州放送    | テレビ東京系列 | 2011年10月14日 - 9月7日        | 金曜 19:00 - 19:53                                                                      | 同時ネット |
| 滋賀県         | びわ湖放送     | 独立放送局     | 2011年10月14日 - 9月7日        | 金曜 19:00 - 19:53                                                                      | 同時ネット |
| 奈良県         | 奈良テレビ     | 独立放送局     | 2011年10月14日 - 9月7日        | 金曜 19:00 - 19:53                                                                      | 同時ネット |
| 熊本県         | 熊本放送       | TBS系列        | 2011年10月22日 - 2012年9月22日 | 土曜 12:10 - 13:05 （初回は土曜9:30 - 11:25 2012年6月までは、土曜 10:00 - 10:55に放送） | 15日遅れ   |
| 山形県         | 山形放送       | 日本テレビ系列 | 2011年10月24日 - 2012年10月8日 | 月曜 10:25 - 11:20                                                                      | 31日遅れ   |
| 大分県         | 大分放送       | TBS系列        | 2011年10月28日 - 2012年9月22日 | 金曜 13:55 - 14:49                                                                      | 15日遅れ   |
| 鹿児島県       | 鹿児島テレビ   | フジテレビ系列 | 2011年10月30日 - 2012年10月7日 | 日曜 12:00 - 13:00                                                                      | 30日遅れ   |
| 岩手県         | IBC岩手放送    | TBS系列        | 2011年11月5日 - 2012年9月22日  | 土曜 16:30 - 17:24 （2011年12月17日までは土曜 16:00 - 16:54）                           | 15日遅れ   |
| 新潟県         | 新潟放送       | TBS系列        | 2011年11月5日 - 2012年10月27日 | 土曜 16:00 - 16:55                                                                      | 50日遅れ   |
| 福島県         | テレビユー福島 | TBS系列        | 2011年11月6日 - 2012年9月29日  | 日曜 14:00 - 14:54                                                                      | 22日遅れ   |
| 鳥取県・島根県 | 日本海テレビ   | 日本テレビ系   | 2011年11月15日 - 2012年10月2日 | 火曜 16:53 - 17:53                                                                      | 25日遅れ   |
| 石川県         | 北陸放送       | TBS系列        | 2011年11月17日 -               | 日曜 16:00 - 16:54 （初回拡大版は「スパモク!!」枠で2011年11月17日 19:00 - 20:49に放送） | 121日遅れ  |
| 静岡県         | 静岡第一テレビ | 日本テレビ系列 | 2012年1月16日 - 2012年10月29日 | 月曜 15:50 - 16:45                                                                      | 52日遅れ   |
| 広島県         | 中国放送       | TBS系列        | 2012年1月17日 - 2012年10月30日 | 火曜 16:00 - 17:56                                                                      | 53日遅れ   |
| 山梨県         | 山梨放送       | 日本テレビ系列 | 2012年1月17日 - 2012年10月31日 | 水曜 17:00 - 18:67                                                                      | 54日遅れ   |

### 過去のネット局
- ミヤギテレビ（2011年11月12日 - 2012年3月17日）土曜 15:30 - 16:25
- 信越放送（2011年10月29日 - 2012年3月24日）土曜 14:05 - 15:00[1]
- テレビ愛媛（2012年1月8日 - 6月17日）日曜 12:00 - 13:00（初回拡大版は放送せず、第2回から放送）
- サガテレビ（2012年4月8日 - 10月21日）日曜 13:00 - 13:55

## テーマ曲
エンディングテーマ
『Pekingese The Dog』（末光篤）

## 主要スタッフ
最終回（2012年9月7日放送）時点のもの。
- ナレーター：坂本千夏、飛田展男
- 構成：折戸泰二郎、政宗史子、大井洋一、田中到、大西右人
- TD：田中寿子
- カメラ：野瀬一成
- 映像：辻寿子
- 音声：永久保仁志
- 照明：翁美希子
- ロケ技術：ライズカンパニー、ファーストハンド、だだだ、ヌーベルバーグ
- 美術プロデューサー：薬王寺哲郎
- デザイン：小野清菜
- 美術進行：高橋昭三
- メイク：山田かつら
- 編集：土屋初枝（aai）
- MA：岡田晋一（aai）
- 音効：柳澤三重子（サウンドエッグノッグ）、田村彩（サウンドエッグノッグ）
- CG：奥田真也
- キャラクターデザイン：ニイルセン
- キャラクターパペット：スタジオ・ノーヴァ
- 動物監修：佐草一優
- リサーチ：河野秀彰
- 番宣：長江璃奈（テレビ東京）
- AP：田崎泰子
- デスク：後藤由枝（テレビ東京）
- 制作協力：ZIPPY PRODUCTION、スーパーテレビジョン、零CREATE
- AD：伊藤哲、伊藤由理子、大河原誠一郎、山崎久実
- ディレクター：武島義之、星俊一、木村健作、高橋弘樹、金子優、西村洋祐、小口基輝、市葉純一、布袋誠一郎、大谷卓
- 総合演出：佐久間宣行（テレビ東京）
- プロデューサー：三沢大助（テレビ東京）、小幡真万、本橋由美子、金澤豊、酒井英樹
- 製作・著作：テレビ東京

### 以前
- 映像：辻源之
- ロケ技術：オフィスて・ら、プラス02、イメージランド、パワービジョン、東洋放映
- 編集：松沢章、宮部真也、本田優規、近藤裕彦、北代昇司
- 協力：M.Dogs、インナー・シティ・ズーノア、ZOO動物プロ
- AD：内田淳一、枦木友成、吉村崇志、斉木敏人、小野美由紀、湯本美咲、山田麻未奈
- ディレクター：田中晋也、原田誠之、高梨智子、西重雄、森辰雄、福田雅之、田辺純平、福井亮一、小倉大輔、小澤博之、福本光泰、植木光雄、中川健太郎
- チーフプロデューサー：永井宏明（テレビ東京）